# Chiara Gambuzza
Maria Chiara Gambuzza (Siracusa, 20 dicembre 1993) è un'ex cestista italiana.
Centro di 185 cm, ha giocato in Serie A1 con Priolo Gargallo.

## Carriera
Ha iniziato a giocare spinta da Sofia Vinci e in pochi anni ha ottenuto vari titoli giovanili con Priolo e alcune chiamate ai raduni con la Nazionale giovanile. Ha esordito da senior con la formazione riserve delle biancoverdi, nel 2010-11, ed è stata anche convocata per l'All-Star Game di Serie B.
Ha poi fatto esperienza in Serie B con la Rainbow Catania, con cui ha vinto nel 2012 il titolo regionale Under-19. Al secondo anno è stata confermata con le catanesi, in doppio tesseramento sempre con Priolo. Esordisce in Serie A1 il 20 ottobre 2013 in Trogylos-Reyer 50-90.

## Statistiche

### Presenze e punti nei club
Dati aggiornati al 30 giugno 2014
| Stagione        | Squadra               | Competizione | Partite | Partite | Partite | Statistiche tiro | Statistiche tiro | Statistiche tiro | Altre statistiche | Altre statistiche | Altre statistiche | Altre statistiche | Altre statistiche |
| Stagione        | Squadra               | Competizione | Pres.   | Titol.  | Minuti  | Tiri da 2        | Tiri da 3        | Liberi           | Rimb.             | Assist            | Rubate            | Stopp.            | Punti             |
| --------------- | --------------------- | ------------ | ------- | ------- | ------- | ---------------- | ---------------- | ---------------- | ----------------- | ----------------- | ----------------- | ----------------- | ----------------- |
| 2010-2011       | Nuova Trogylos Priolo | Serie B2     | 18      | -       | -       | -                | -                | -                | -                 | -                 | -                 | -                 | 118               |
| 2011-2012       | Rainbow Catania       | Serie B      | 25      |         |         |                  |                  |                  |                   |                   |                   |                   | 141               |
| 2012-2013       | Rainbow Catania       | Serie B      | 15      |         |         |                  |                  |                  |                   |                   |                   |                   | 78                |
| 2013-2014       | Bricocenter Priolo    | Serie A1     | 18      | 4       | 322     | 9/48             | 1/4              | 3/6              | 35                | 2                 | 7                 | 1                 | 24                |
| 2014-2015       | Virtus Cagliari       | Serie A2     | 18      | -       | -       | 33/93            | 0/1              | 18/29            | 78                | 4                 | 15                | 2                 | 84                |
| 2015-2016       | Thermal Abano         | Serie B      | 5       |         |         |                  |                  |                  |                   |                   |                   |                   | 26                |
| Totale carriera |                       |              |         |         |         |                  |                  |                  |                   |                   |                   |                   |                   |